# بومزي (أسطورة)
بومزي هو الإله - الجد أو السلف الأعلى في أساطير شعب بوشونغو في منطقة نهر الكونغو.

## الأسطورة
كان رجلاً ذو بشرة فاتحة جاء من السماء وظهر لزوجين مسنين بلا أطفال، وأخبرهما أنهما سيكون لهما ابنة. وحصلا بالفعل على ابنة، وعندما كبرت، تزوجها بومزي. أصبح أبناؤهم الخمسة رؤساء قبائل بوشونغو الخمس.